# Psammoecus simoni
Psammoecus simoni es una especie de coleóptero de la familia Silvanidae.

## Distribución geográfica
Habita en Malasia, Madagascar, Sumatra y Sri Lanka.